# チャン族
チャン族（羌族、きょうぞく、拼音: Qiāng Zú）は、中華人民共和国の少数民族のひとつ。人口は約30.6万人（2000年）。主に四川省アバ・チベット族チャン族自治州内の茂（マオ）県、汶川（ウェンチュアン、ウントン）県、理（リ）県及び松潘（ソンパン、スンチュ）県、更に綿陽（ミエンヤン）市内の北川チャン族自治県に集団で住んでいる。

## 名称
チャン族の自称は「ジュメー」(チャン語: /ʐme/)である。「羌 (チャン)」は中国語による外名で、20世紀初頭から用いられている。

## 言語
チャン族（羌族）はシナ・チベット語族のチベット・ビルマ語派に属するチャン語を話す。チャン語には南北2大方言が存在する。
彼らは現代中国では、古代の史書にあらわれる羌人の末裔であるとされているが、本来の「羌」はチベット・ビルマ系言語を話す諸民族の総称である。ここでは古代の羌人は「羌人」、現代のチャン族は「チャン族」とし、両方について記述する。
古代の羌人の中で最大勢力を誇り、西夏を建国したタングート族には独自の文字として西夏文字が存在し、そこから再現されたタングート語は、現代のチャン語北部方言に比較的近い。西夏文字は1227年に西夏がモンゴル帝国に滅ぼされて以降徐々に使われなくなっていったが、1502年までは使われていたことがわかっている。羌人は歴史的に漢族やチベット族と雑居し、接触を重ねてきた。現代のチャン族も多くの人が漢語かチベット語を話し、漢字やチベット文字を使用している。古代の羌人の居住地は、現在チベット語のアムド方言やカム方言が話される地域とほぼ重なっている。そのため、アムド方言やカム方言の話者の中には、古代羌人の後裔が多数含まれると考えられる。

## 人口
1964年の中国全国第1回人口調査による統計では、人口は48,261人（州全体の人口の9.98％を占める）であった。1993年時では約20万人。2000年の第5次全国人口普査統計では306,072人で、中国政府が公認する56の民族の中で28番目に多い。

### 自治州
- 四川省
  - アバ・チベット族チャン族自治州

### 自治県
- 四川省
  - 北川チャン族自治県

### 民族郷
- 平武県
  - 平通チャン族郷
  - 豆叩チャン族郷
  - 鎖江チャン族郷
  - 旧堡チャン族郷

## 歴史
チャン族は古代から中国史に名を残す異民族であり、古くは殷代の甲骨文字の中に、羌人に関する記載がある。古代の羌人は分布が広く、中国の西北，西南，中原の一部の地方にもその活動が見られた。その後、時代を経て古代羌人の一部は現在のチベット・ビルマ語族の中の各族に発展変化し、別の一部はその他の民族、とくに漢族と融合した。ただ、岷江上流域の渓谷に生活する一部の羌人はさまざまな要因によって今日までその姿をとどめている。
2008年の四川大地震で激しい被害を受け、チャン族の文化は保護復興事業の対象にされている。

## 生活
チャン族はおもに農業に従事し、牧畜業も兼ねる。特に井戸掘りと石造建築物の構造技術に長じる。また伝統的な「アニミズム」が信仰されており、宗教生活におけるタブーも存在する。たとえば子供が生まれると、鬼を連れてくる恐れがあるので、面識のない人が部屋に入ることをもっとも忌む。そのために入口に赤い旗をかけて見知らぬ人の立ち入りを禁止する。もし家畜の豚，羊，牛などが子供を産むと、産まれた家畜の数と同数の棒を敷居に束ねておく。それは見知らぬ人の立ち入りを忌むことを示す。もし見知らぬ人が入ると、母親の家畜の乳が出なくなると考えている。子供たちは魔よけのために普段、銅の鏡をかけ、帽子にホラ貝をつける。また、見知らぬ人がこれらの物にも触ってはならない。台所の鉄の五徳を脚で踏んではならない。さもないと、天神を怒らせることになるためである。許（シュイ：シャーマン）を招いて病人のために鬼祓いをしてもらう場合、他人は室内に入ってはならないため、その家の門前にしばしば麦わらで作った人形や馬などを目印として置いておく。戊の日には畑を耕してはならない。戊が土に属し、耕作すれば土を犯すことになると考えられているためである。以上のように「アニミズム」の宗教がチャン族の生活に極めて重要な影響をもたらしている。

## 宗教

### アニミズム
チャン族は古代羌族の時代から脈々と受け継がれてきた原始宗教である精霊・多神崇拝（アニミズム）を信仰している。彼らの精霊・多神崇拝というのはいわゆるアニミズム的観念であり、全ての人間には霊魂が宿っていて、それが外界の物事に推し及ぼし、あらゆる物，場所に精霊が存在し、行動していると考えた。しかしながら、歴史的に他の外来宗教の流入によってアニミズムにいくらかの影響があり、とくに1月9日の「上元会」、4月8日の「仏祖会」、7月19日の「玉皇会」といった道教の行事が強制されたこともあった。
彼らの宗教は多神教であるため、数多くの神が存在する。その中でも彼らがもっとも崇拝してきたのは「天神（太陽神）」である。天神は万物を主宰し、人間と家畜に禍福を及ぼす神であると考えられた。この天神を主神として山の神，火の神，羊の神，水の神，土地の神と続き、全部で10数種類もの神が存在するが、「万物有霊」の考えから「着物の角」から「体の垢」、「吐息」にいたるまで、ありとあらゆる万物に霊が宿ると信じられている。このように形あるものから形のないものまで崇拝するのであるが、形のない神々に対しては「白石神」といって石英をその神々に見立てて崇拝する。これは彼らの「白石伝説」に基づく考えなのであるが、伝説では強敵の戈基（ガァチィ）人を神の啓示によって倒したチャン族は戦勝を記念して神を祀ろうとしたが、神に形がなかったため、夢（神の啓示）で見た石英を神の象徴として崇めるようになったという。この「白石伝説」はチャン族の儀式で必ずシャーマンによって唱えられ、彼らの神話として語り継がれてきた。
チャン族の宗教で欠かせないのがシャーマン（巫師）である。シャーマンはチャン族の言葉で「許（シュイ）」と呼ばれ、生産にも従事している宗教職能者であり、神と通交し、悪魔とも接触するので、人々が祀る神々以外に彼自身の保護神を持っている。彼は民族の歴史や伝説に通じ、さまざまな神話物語と故実の由来などを暗誦しており、各種の記録されていない呪文を唱えることができ、神通力を発揮する法器をもっていた。そのため人々は彼が自然を自在に操る才能を備え、風雨を呼ぶことができ、家畜と作物を繁殖させ、運命の吉凶を変える能力をもっていると信じた。シャーマンはさらに医者でもあり、どのような病気も治療できるとされた。それゆえにシャーマンは長年にわたってチャン族の社会生活で重要な地位を占め、人々の精神上の指導者というべき存在であった。
シャーマンは徒弟制によって養成され、経典がなく、一切の呪文は師匠の口伝にたよる。弟子の数人に制限はなく、伝授は多く夜間に挙行される。その時間は労働後の余暇でもあり、神秘性を添える時間でもあった。その学習は通常3年ないし5年を要するが、全ての呪文を暗誦して使用することができ、一切の儀式を熟知すれば「謝恩儀礼」を挙行して正式に「卒業」が申し渡される。その時になると弟子は師匠を宴会に招き、靴，靴下，衣裳などを謝礼として師匠に贈る。師匠も法器一式を弟子に贈り、弟子が独立することを許可する。

### チベット仏教
チベット族に隣接する赤不蘇（チーブゥスー），三江口（サンチヤンコウ），九子屯（チョウツートゥン）などの地方では、チベット族の支配階級が自己の勢力を扶植するにしたがってチャン族の支配階級と結託し、数か所にチベット仏教の寺廟を建て、チャン族の民衆にチベット仏教を信仰するよう奨励督促した。その結果、ある地区ではそれまでのチャン族宗教職能者（シャーマン）が廃絶されてラマ僧に代わり、またある地区ではシャーマンとラマ僧が並立してチャン族の宗教信仰活動上の重要な人物となった。現在でもチベット族の人たちと一緒に暮らしている少数のチャン族の人たちはチベット仏教を信仰している。 

### キリスト教
1898年、フランスの宣教師が茂州城に入り、カトリック教会堂を建てる。1909年、プロテスタントが茂州に伝わり、つづいて1911年に汶川県，理県などの地区に伝わり、茂州，威州，薛城，雑谷脳などの地区に教会が建てられた。1942年、「中華基督教会」の「辺疆服務部」が威州に事務所を開設し、その勢力は雑谷脳，薛城，雁門，佳山，通化，茂県などのチャン族，チベット族の雑居地区にまで伸展した。以上のいろいろな外国宗教勢力は学校を作り、医療を行うなどさまざまな恩恵を施して人心を寵絡し、信者になるよう人々を誘導した。さらに「チャン族の信仰する天神はすなわちキリストである」「チャン族と西方の民族とは同種同族である」などといい、キリスト教の影響を拡大しようとした。ただし、実際に外国の宗教を受け入れて信者になるチャン族は極めて少数であり、それも交通が発達し、都市に隣接する地区に限っていた。広範な山村地区では「イエス」というチャン族にとっては耳慣れないものを信奉する者はほとんどいなかったのである。ここにおいてもチャン族のアニミズム信仰の根強さを知ることができる。

## 結婚
チャン族の婚姻形態は基本的に一夫一婦制である。茂汶県雅都郷の初期の調査によれば、全郷241組の夫婦中、一夫一婦の占める比率は95.5％、一夫多妻の占める比率は4.5％であった。一夫多妻というのは封建支配階級の者たちであり、2人あるいはそれ以上の妻の間に産まれた子供の嫡庶の区分がなく、地位は基本的に平等で、聡明で能力のある者が家事（財産）を取り仕切る。
チャン族の婚姻には厳格な階級の制限があり、家柄の釣り合いを求め、いわゆる「貧しい者は貧しい嫁をさがし、富んだ者は富んだ嫁をさがす」のである。改土帰流（かいどきりゅう）以前、土司は土司間相互で通婚するが、平民とは絶対に通婚せず、改土帰流後も、地主階級は農民と通婚しなかった。
チャン族は一般に同民族内部で通婚するが、その他の民族と結婚することを排斥しない。事実、漢族と雑居している者は漢族と結婚し、チベット族と雑居する者はチベット族と結婚している。しかしながら、「いとこ婚」も盛んに行われており、童（トン）氏と坤（クン）氏といった固定した通婚関係のある氏族が存在する。
婚姻は一般に父母の取り決めによるが、特に母親の同意を得なければならない。父母の多くは、子供が幼少の頃から彼らにかわって婚約を決め、中には少数であるが「指腹為婚」もいる。一般に早婚が行われ、男子は7歳から10歳までに、女子は12歳から18歳までに相手を決める。多くの場合、女子は男子より年齢が高く、男子が婿入りするときだけ女子よりも年上であることが多い。また、チャン族は「売買婚」を実行しているので、婚約から結婚まで男女は女方に婚資を贈ったり、客を招くなど大量の金銭を浪費しなければならない。このため、多くの農民はいつも嫁取りのために金持ちから金を借りて高利貸しの搾取を受けざるを得ず、ひどい時には子供が成人になってもその利子を払い終わらない者もいる。こういったこともあり、中には財力がなく、一生独身生活を送る者もいる。
チャン族には「夫に先立たれた妻は夫の兄弟の妻になる」というレヴィレート婚が普遍的に存在する。これはよく遊牧民に見られる風習であるが、チャン族の場合もそれと同様で、財産を他の姓に渡さないという目的がある。ただし、夫の兄弟が引き取らない場合にだけ、その妻は他の姓に嫁ぐことができる。チャン族ではレヴィレート婚のことを「転房（チュアンファン）」という。

### 婚姻のプロセス
婚約
まず、男方から媒酌人をたてて、女方に縁談を申し込み、女方が同意すれば、結婚相手双方の生年月日を書いた紙を許（シュイ：シャーマン）に手渡し、相性や吉凶を占ってもらう。許（シュイ）がもし吉とみなせば、女方はさっそく男方に某月某日に女方にて酒宴を開くと通知する。その時、男方の父母は息子を伴って女方の父母を訪ね、女方が婚資の額を提示して双方で話をまとめる。これを「格勒酒（グゥルゥチョ）」といい、「蓋を開けた酒」を意味する。次に数カ月あるいは数年後にまた男方は酒宴を開いて女方の親戚友人を招待し、婚資の一部を女方に贈る。これを「丁就約酒（ティンチョウユエチョ）」といい、「婚約がひとまず取り決められたことを祝う酒」を意味する。次に数日後、男方はみたび女方で酒宴を開き、近所の家々の代表者を招待し、婚資の残りすべてを女方に贈り、結婚の日取りを決める。これを「打就格酒（タァチョウグゥチョ）」といい、「婚約がすべて取り決められたことを祝う酒」を意味する。
結婚
第1日目を「花夜（ファイェ）」といい、女の家は親族を招いて酒宴を開く。客人は衣料，刺繍した布靴，アクセサリーなどの贈り物をする。1メートル余りの細竹を酒瓶にさし入れてみんなで酒瓶を車座に囲んで吸って飲み、祝いの「沙朗舞（シャーラン）」を踊り、宴は深夜まで続けられる。次の日、花嫁は赤い花嫁衣装を身にまとい、刺繍した靴を履いて母方オジに紅い絹布をかけてもらい、兄弟もしくは父方イトコに背負われながら戸口を出る時、爆竹が鳴らされる。それから馬あるいは輿に乗り、女の子7〜8人が付き添って男方の家へ行く。途上に親戚友人の家があればそこで一行は茶菓でもてなされる。花嫁が男の家に着くと、男方は入り口で爆竹を鳴らして歓迎し、室内に迎え入れる。花嫁は男方の年長者から赤い布をかけられ、拝礼した後、新居に入る。続けて男方は盛大に宴会を開いて客人をもてなし、宴会終了後、遠方の客のために近所で宿の手配をする。これを「若余爾（シュオユイアァ）」といい、「客を分ける」という意味である。その夜、親戚友人たちは男の家に集まって楽しく酒を飲み、酒歌を歌う。酒歌はまず男方の客人が『花嫁をほめ讃える歌』を歌い。続いて女方の客人が『花婿をほめ讃える歌』を歌う。歌が終わると一緒に「沙朗舞」を踊るが、この日も深夜までそれが続けられる。3日目の朝、主人は客人に感謝の意を表し、爆竹を鳴らして客人を見送る。この日も酒宴が開かれて新郎一行がもてなされる。このとき新郎は新婦の友人から伝統的なやり方でいじめられる。おもなやり方は、新郎が箸で取りづらくした食べ物を無理やり取らせるというものであるが、失敗すれば一気飲みなどの罰を受ける。こうして3日間におよぶ結婚式が終わり、晴れて夫婦として認められる。

## 葬祭
葬式でも霊魂不死の観念が介在してさまざまな儀礼習俗を作りだした。たとえば、使者に6枚の衣裳を着せ、口に銀，豚肉，菜の葉を入れ、また許（シュイ：シャーマン）に書いてもらった「通行券」をその衣服のポケットの中に入れておく。それは霊魂を無事に冥土へ送りこむためである。年寄りが死ぬと、その霊魂を案内させるために家の者は必ず一匹の羊を殺す。その際、羊の内臓の傷んでいると思われる部分を探し出し、そこがその年寄りの死病の個所であると決める。そのあとで他人にその羊の肉を食べてもらうが、遺族はそれを食べることをはばかる。もし崖から墜ちて死んだ死者の場合は、家の者が必ず彼のために許（シュイ）を頼んでその魂を呼び出してもらい、また「身代わりの魂」として一匹の羊を死者が墜ちた崖から落とす。もしこの羊が死なずに家に戻ってくると、非常に不吉なこととされ、後になって2人目の事故者が出る恐れがあるという。横死した者は全て火葬にされる。火葬の日取りと時刻は家族のすべての者の誕生日・時刻と同一であってはならない。もし同一であるときは該当者が高い所に行って隠れていなければならない。死者より高い所にいれば、凶を吉に変えられると考えられているためである。

## 参考資料
- 王汝嫻、伊藤清司『中国少数民族の信仰と習俗』 上巻、第一書房、1993年。ISBN 4804200401。
- 厳汝嫻、江守五夫『中国少数民族の結婚と家族』 下巻、第一書房、1996年。ISBN 4804201165。
- LaPolla, Randy J.; Huang, Chenglong (2003). A Grammar of Qiang. Mouton de Gruyter. doi:10.1515/9783110197273. ISBN 978-3-11-017829-6